# Église épiscopalienne méthodiste
L'Église épiscopalienne méthodiste ou Église méthodiste épiscopale (en anglais Methodist Episcopal Church - MEC) a été la plus ancienne et la plus importante dénomination méthodiste des États-Unis, de sa fondation en 1784 jusqu'en 1939, année où elle a fusionné avec deux églises méthodistes dissidentes (l'Église protestante méthodiste (en) et l'Église épiscopalienne méthodiste du Sud (en)) pour former l'Église méthodiste (USA) (en). En 1968, cette église a fusionné avec l'Église évangélique unie des frères (en) pour former l'Église méthodiste unie.

## Historique
Les origines de l'Église méthodiste épiscopalienne remontent au premier Grand Réveil, lorsque le méthodisme est apparu comme un mouvement de renouveau évangélique au sein de l'Église d'Angleterre, en soulignant la nécessité de renaître, de changer de vie et la possibilité d'atteindre la sanctification, voire la perfection chrétienne. Dans les années 1760, le méthodisme s'est répandu dans les Treize Colonies et des sociétés méthodistes ont été créées sous la direction de John Wesley. Comme en Angleterre, les méthodistes américains sont d'abord restés affiliés à l'Église d'Angleterre, mais cette situation est devenue intenable après la Révolution américaine. En réaction, Wesley ordonna les premiers anciens méthodistes pour l'Amérique en 1784. Sous la direction de ses premiers évêques, Thomas Coke et Francis Asbury, l'Église méthodiste a adopté le régime épiscopal et un modèle de ministère itinérant, dans lequel des prédicateurs itinérants répondaient aux besoins religieux d'une population dispersée et mobile.
Le premier méthodisme était contre-culturel en ce sens qu'il était anti-élitiste et anti-esclavagiste, attirant en particulier les Afro-Américains et les femmes. Bien que les critiques aient tourné les méthodistes en dérision en les qualifiant de fanatiques, l'Église épiscopalienne méthodiste s'est développée, en particulier pendant le Second grand réveil, au cours duquel le revivalisme méthodiste et les camp meetings ont laissé leur empreinte sur la culture américaine. Au début du XIXe siècle, l'Église épiscopalienne méthodiste est devenue la confession religieuse la plus importante et la plus influente des États-Unis. Cette croissance s'est accompagnée d'une institutionnalisation et d'une respectabilité accrues, ce qui a conduit certains membres de l'Église à se plaindre que le méthodisme était en train de perdre sa vitalité et ses convictions spécifiques comme la foi en la perfection chrétienne et l'anti-esclavagisme.
Au fur et à mesure que le méthodisme s'implantait dans le sud des États-Unis, les dirigeants de l'Église étaient en effet moins enclins à condamner la pratique de l'esclavage ou à accorder aux prédicateurs et aux congrégations afro-américains les mêmes privilèges qu'à leurs homologues européens-américains. Un certain nombre d'églises noires ont été créées lorsque les Afro-Américains se sont retirés de la MEC, notamment l'Église épiscopale méthodiste africaine et l'Église épiscopale méthodiste africaine de Sion. Dans les années 1830, cependant, le renforcement du mouvement abolitionniste au sein de la MEC rendit impossible le maintien d'une position neutre à l'égard de l'esclavage. En 1845, l'Église se divisa selon une ligne de fracture régionale, lorsque les méthodistes pro-esclavagistes du Sud ont formé leur propre église, l'Église épiscopalienne méthodiste du Sud. À peu près à la même époque, le Mouvement de sanctification a pris forme en tant que mouvement de renouveau au sein de la MEC, axé sur l'expérience de la perfection chrétienne, et a conduit un certain nombre de groupes dissidents à se séparer de l'Église, notamment l'Église méthodiste libre et l'Église méthodiste wesleyenne (en). En raison de l'immigration massive de catholiques, l'Église catholique a supplanté la MEC en tant que plus grande dénomination des États-Unis à la fin du XIXe siècle. 
En 1937, la MEC comptait 4,4 millions de membres et 15 741 ministres du culte, desservant 24 295 paroisses.

## Doctrines et normes
Les doctrines de l'Église épiscopale méthodiste sont contenues dans les "Statuts de la religion" (en anglais "Articles of religion", déclaration doctrinale officielle du méthodisme). Ils mettent l'accent sur "la rédemption universelle, la libre action de l'homme, la régénération ou la nouvelle naissance, l'adoption, le témoignage de l'Esprit et l'entière sanctification ou l'amour parfait". "Les personnes en probation qui cherchaient à devenir membres à part entière de l'Église épiscopalienne méthodiste affirmaient "un désir de fuir la colère à venir et d'être sauvés de leurs péchés", ce qui devait être démontré par "l'observation des règles générales" qui définissaient les normes de la dénomination.
Ces normes comprennent l'interdiction de se marier avec des personnes non converties, l'interdiction d'acheter, de vendre et de consommer de l'alcool, l'abstinence de tabac et l'injonction de ne pas porter "de l'or ou des vêtements coûteux". L'Église épiscopalienne méthodiste interdit de "chanter des chansons ou de lire des livres qui ne tendent pas à la connaissance ou à l'amour de Dieu", ainsi que de "danser, jouer à des jeux de hasard, assister à des pièces de théâtre, des courses de chevaux, des représentations de cirque, des soirées dansantes, ou de fréquenter des écoles de danse, ou de s'adonner à d'autres amusements qui sont manifestement trompeurs ou d'une tendance morale douteuse". 